# Ruby (Kaiser Chiefs)
Ruby è un brano musicale del gruppo rock britannico Kaiser Chiefs, estratto come primo singolo dall'album Yours Truly, Angry Mob. Fu pubblicato nel Regno Unito il 5 febbraio 2007 per il download, e, in edizione limitata 45 giri, oltre che su CD, il 19 febbraio.
È stato il primo singolo del gruppo a classificarsi in prima posizione, il 25 febbraio, ed ha finito l'anno fra i dieci singoli più venduti, con 313 765 copie.
Un video della canzone è stato pubblicato negli Stati Uniti, il 13 marzo, due settimane prima dell'uscita dell'album. Comprendeva una versione live di Everything Is Average Nowadays ed il lato B Admire You (nella versione 45 giri).
La canzone compare in Guitar Hero III: Legends of Rock come traccia bonus. Compare inoltre in Project Gotham Racing 4, SingStar vol. 2 per PlayStation 3, in Lego Rock Band e anche in PES 2010.

## Tracce
7 in (Special ruby coloured vinyl)
1. Ruby
2. Admire You

Questa canzone è stata anche pubblicata come traccia bonus nell'edizione giapponese di Yours Truly, Angry Mob.
CD
1. Ruby
2. From the Neck Down

Questa canzone è stata anche pubblicata come traccia bonus nell'edizione Best Buy di Yours Truly, Angry Mob.
Download
1. Ruby
2. Ruby (Live at Berlin Kesselhaus)

Best Buy stores video single
1. Everything Is Average Nowadays (live)
2. Admire You
3. Ruby (video)

## Video
Il videoclip promozionale di Ruby è stato diretto dalla compagnia svedese Stylewar, che ha prodotto, nel 2005 il video della canzone I Predict a Riot. Mostra la band che suona in un paesaggio deserto, mentre una città in miniatura viene costruita intorno ai membri del gruppo. Il video era stato programmato per essere mostrato su Channel 4 alle 23:35 del 15 gennaio 2007, ma il programma fu successivamente cancellato per ragioni sconosciute. Il video è stato poi mostrato sul sito ufficiale del gruppo quattro giorni dopo.